# Fogadjisten
Fogadjisten (Iacobești) település Romániában, Bukovinában, Suceava megyében.

## Fekvése
A Radóctól keletre, a Suceava folyó bal partján fekvő település.

## Története
A települést a Madéfalvai vérengzések után Székelyföldről elmenekült, Somoska  faluból érkezett Bukovinai székelyek Mártonffi Mór Antal plébános vezetésével alapították 1776-ban.
Az itteni síkságra először 20 család telepedett le, és ők alapították a falut és nevezték el Fogadjistennek.
1941-ben a falu magyar lakosságát, egy-két család kivételével kitelepítették; először a Bácskába, a mai Velebitre, ahol ugyancsak Fogadjisten néven alapították meg falujukat, azonban 1945-ben innen is menekülniük kellett, később Magyarországon, zömmel Vaskúton telepedtek le végleg.

## Hivatkozások

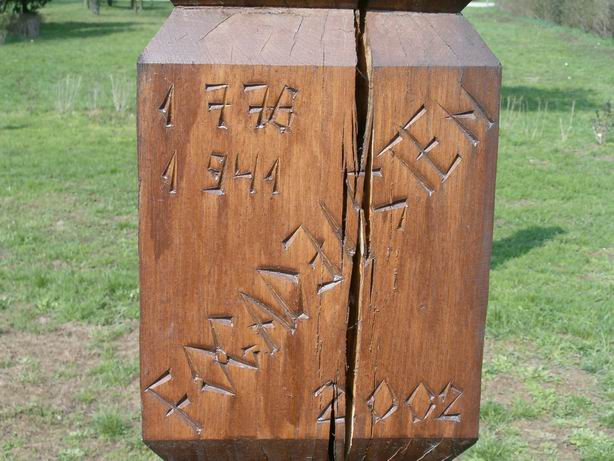